# Remich
Remich (Luxemburgs: Réimech) is een stad en gemeente in het Luxemburgse Kanton Remich.
De gemeente heeft een totale oppervlakte van 5,29 km² en telde 3.183 inwoners op 1 januari 2007.

## Ligging
Remich ligt aan de Moezel op ongeveer 25 kilometer ten zuidoosten van Luxemburg stad. De streek rondom Moezel staat bekend om als een uitstekend wijngebied. Op korte afstand liggen de steden Trier en Saarburg.

## Ontwikkeling van het inwoneraantal
| Jaar                              | 2001  | 2002  | 2003  | 2004  | 2005  |
| --------------------------------- | ----- | ----- | ----- | ----- | ----- |
| Inwoneraantal                     | 2.883 | 2.885 | 2.909 | 2.964 | 2.986 |
| Opmerking: tellingen op 1 januari |       |       |       |       |       |

## Sport
Jaarlijks wordt er een internationale hardloopwedstrijd gehouden in de stad Remich. De wedstrijd heeft de naam Route du Vin en de afstand is een halve marathon (21,1 km). Union Remich/Bous is de lokale voetbalclub.

## Geboren
- Léandre Lacroix (1859-1935), advocaat en burgemeester van Luxemburg
- Michel Jungblut (1887-1977), beeldhouwer
- Josy Jungblut (1911-1979), beeldhouwer
- Victor Jungblut (1914-1993), schilder